# Exidy Sorcerer
L'Exidy Sorcerer fou un dels primers ordinadors domèstics, llançat per la companyia de videojocs Exidy el 1978. Comparativament és més avançat que els seus competidors Commodore PET i Tandy TRS-80, però a causa d'una sèrie de problemes, entre ells manca de màrqueting, és relativament desconeguda.
El Sorcerer és el primer ordinador a usar cartutxos ROM. Bàsicament és un equip de bus S-100 (com els Altair, però extern, i porta el connector a la part posterior) en una caixa en forma de teclat, que integra la targeta de vídeo i el port de casset. El bus S-100 es presenta com un connector de cinta de 50 pins, on es pot fixar directament les unitats de floppy (primera possibilitat d'ampliació), usar una caixa auxiliar o utilitzar un combo de monitor de 12 polzades, dues unitats de floppy i caixa d'expansió.
En els Estats Units fou distribuït per Dynasty Computer Corp una companyia de Dallas, Texas, amb llicència per comercialitzar-lo com Dynasty smart-ALEC, nom pel qual també és conegut), i CompuData el distribueix a Europa, on obté millors resultats. Després de la fallida d'Exidy, CompuData prossegueix la distribució fins que és descatalogat. Amb el temps CompuData passa a anomenar-se Tulip Computers (com l'equip que reemplaça al Sorcerer en les seves factories), coneguda pels seus equips PC i, sobretot, per haver-se fet també amb els drets de la marca Commodore. En Austràlia el distribueix Dick Smith Electronics, i el Sorcerer Computer Users group of Austràlia (SCUA) segueix suportant l'equip amb expansions com targetes de 80 columnes, ampliacions de memòria i acceleradors de CPU.

## Característiques
Les característiques del Sorcerer són:
- Microprocessador Zilog Z80 a 2,106 MHz
- Memòria ROM de 4 Kb ampliables mitjançant cartutxos de memòria (ROM PACs) de 4 a 16 Kb La ROM base conté un petit programa monitor, mentre que el BASIC ve en un cartutx a part (lliurat de sèrie amb l'equip)
- RAM de 4 Kb ampliable a 48 Kb
- Caixa gran, de 49.0 x 33.0 x 10/02 cm (19.3 x 13.0 x 4.0 in) en color marró clar, amb la zona del teclat, trapa de cartutxos i tapa inferior en marró fosc. L'equip pesa uns 09/05 kg. (13 lliures, el que deixa la foto publicitària de l'adolescent que lliga amb l'equip en mà en irreal).
- Teclat ASCII de 63 tecles, amb Keypad de 16 tecles. Les tapes de les tecles es poden canviar (el ROM PAC Word Processor ROM Pac ve amb el seu propi joc de caperutxes), el que pot justificar el que a part de l'oficial joc de tecles en clar excepte 5 a marró fosc hagi equips amb tecles vermelles, etc. És capaç de majúscules i minúscules (un extra en aquells moments).
- Pantalla amb dues maneres
  - Text de 64 x 30 amb 2 colors
  - Gràfics de 512 x 240 amb 2 colors

Per evitar l'alentiment que suposa una alta resolució es recorre a usar els caràcters. Els primers 127 venen fixos en ROM amb l'ASCII estàndard, però la resta poden redefinir, de manera que en ser una matriu de 8x8 ens fa 64x8 = 512 i 30 * 8 = 240 No es dona suport al color per alleugerir també la càrrega de la CPU
- So: de sèrie no té, però s'estandarditza el connectar a dos pins del port paral·lel un altaveu.
- Com a suport natiu utilitza:
  - Cartutx ROM de 4 a 16 Kb
  - Cassete a 1200 bauds o 300 bauds (commutables per programari)
  - Floppys en format CP/M
- Els seus connectors d'entrada/sortida són
  - Slot de cartutx al lateral dret
  - Port sèrie RS-232
  - Port d'impressora paral·lel
  - Dos ports de casset
  - Port de Vídeo
  - Bus d'expansió (S100)

## Ampliacions
- Unitats de disc per executar CP/M
- Expansion Unit, amb un cost de 419 $
- Vídeo/Disk, amb un preu de 2995 $